# Derecho mercantil
El derecho mercantil, derecho comercial o derecho del comercio es la rama del derecho privado que regula los actos de comercio y el estatuto de los empresarios. La creciente internacionalización de los negocios y la necesidad de los poderes públicos de establecer un marco de protección al consumidor y de mantener la estabilidad económica y financiera ha dado lugar a lo que se conoce como el fenómeno de la «publificación» del Derecho mercantil, consistente en que son cada vez más y más normas de Derecho público las que se entremezclan con normativa puramente de Derecho privado para salvaguardar dichos intereses. Notable ejemplo lo constituye toda la normativa de supervisión y sanción en materia del sistema financiero, donde todas las sociedades operantes en él y las operaciones que en él se realizan están fuertemente vigiladas.
En la mayoría de las legislaciones, leyes y decretos, una relación se considera comercial, y por tanto sujeta al Derecho mercantil, si es un acto de comercio. El Derecho mercantil actual se refiere a estos actos, de los que lo son intrínsecamente, aunque en muchos casos el sujeto que los realiza no tenga la calidad de comerciante (sistema objetivo); sin perjuicio de ello, existen ordenamientos jurídicos en que el sistema es subjetivo, con base en la empresa, regulando tanto su estatuto jurídico, como el ejercicio de la actividad económica, en sus relaciones contractuales que mantienen los empresarios entre ellos y con terceros.
En otros ordenamientos jurídicos, especialmente en el Derecho anglosajón, no existe una visión unificada del "Derecho Mercantil" (como tampoco ocurre con otras ramas del Derecho), sino que el objeto de su estudio se reparte entre pequeñas parcelas jurídicas (tales como Companies' Law, Corporate Law o Antitrust Law) que no guardan una base de fuentes unificada como sí ocurre en los ordenamientos continentales donde suele existir un Código Mercantil que sirve como piedra angular a todo el sistema.

## Características del Derecho mercantil
Algunas de las características definitorias básicas del Derecho mercantil:
- Es un derecho profesional, creado y desarrollado para resolver los conflictos y la actividad propia de los empresarios.
- Es un derecho individualista, al ser una parte del derecho privado que regula las relaciones entre particulares y por lo tanto deja de lado aquellas relaciones jurídicas en las cuales intervienen los poderes públicos.
- Es un derecho de empresa, es decir, rige todos los aspectos legales de una empresa: desde la constitución de la misma, la elaboración de contratos, pacto de socios,[2] etc.
- Es un derecho consuetudinario, ya que, a pesar de estar codificado, se basa en la tradición, en la costumbre de los comerciantes.
- Es un derecho progresivo: al mismo tiempo que evolucionan las condiciones sociales y económicas, el derecho mercantil ha de ir actualizándose.
- Es un derecho global / internacionalizado: las relaciones económicas cada vez son más internacionales por lo que este derecho ha tenido que hacerlo también, para lo cual diversos organismos trabajan en su normativización internacional. Así tenemos a UNCITRAL de las Naciones Unidas, UNIDROIT, a la Cámara de Comercio Internacional de París que desarrolla los Incoterm (cláusulas que con carácter internacional se aplican a las transacciones internacionales), la Asociación Legal Internacional y el Comité Marítimo Internacional.
- Es un derecho ordenador, pues está involucrado de forma directa en la organización y en toda actividad que se da en el mercado.

## Contenido
El contenido del Derecho Mercantil puede sistematizarse en una serie de bloques que poseen en común una nota: El carácter marcadamente privado con base en actos de comercio. En este sentido, se puede dividir en:
- Estatuto jurídico del empresario o comerciante. Incluyendo el régimen general de la empresa, del establecimiento mercantil y sus negocios, los regímenes de publicidad (Registro Mercantil y otros), el régimen de la contabilidad y sus normativas de desarrollo, la responsabilidad del empresario, representación en el ejercicio del comercio, etc.

- Derecho de la Competencia: Libre Competencia y Competencia Desleal. Regula las normas de ejercicio del comercio, el régimen de los monopolios, las sanciones pertinentes, así como los ilícitos cometidos en el mercado, derivantes en su caso de delito.

- Derecho de la Propiedad Industrial, conformado por el Derecho de marcas, patentes y modelos de utilidad, diseños industriales, etc.

- Derecho de Sociedades o Societario, encargado de establecer los distintos regímenes jurídicos de todas las sociedades caracterizadas como mercantiles, su fundación, disolución, funcionamiento interno, sus modificaciones estructurales (fusiones, escisiones...), etc.

- Títulos de crédito y títulos-valores: Efectos comerciales (letra de cambio, cheque, pagaré), libranzas, vales, acciones, cartas de crédito, conocimiento de embarque, anotaciones en cuenta, etc.

- Obligaciones y contratos mercantiles. Sector del ordenamiento encargado de caracterizar las abundantes y distintas figuras contractuales del tráfico mercantil, como la compraventa mercantil, el contrato de agencia, la comisión mercantil, los negocios en línea, contratos publicitarios, etc.

- Derecho Bancario, de Seguros y del Mercado Financiero, como subdivisión especializada de lo anterior, encargado de la configuración de todo tipo de contrato bancario como puede ser la cuenta corriente, el préstamo, el depósito, el alquiler de cajas fuertes, el crédito documentario, la gestión de patrimonios, arrendamientos financieros, confirming, así como el régimen jurídico del mercado de valores, su organización, sus operaciones e instrumentos negociables, y el marco de los seguros.

- Derecho Concursal. Encargado de las situaciones de insolvencia de los sujetos del tráfico mercantil, previamente conocido como el régimen de quiebras y suspensión de pagos, con el objetivo de sanear la situación de insolvencia de un sujeto, principalmente una sociedad mercantil, para que sus acreedores sean resarcidos, pudiendo acabar bien en convenio, bien en liquidación de la sociedad.

- Derecho de la Navegación, tanto marítima como aérea, así como el transporte terrestre. Es el sector del ordenamiento que configura el régimen del empresario de la navegación y aéreo, el régimen del buque y aeronave, deberes de salvamento, averías, etc. Es importante no confundir al Derecho marítimo con el Derecho del mar, parte del Derecho Internacional Público. Se estudia también el transporte terrestre por cualquier medio.

- Derecho Mercantil Internacional o Derecho de los Negocios Internacionales, que sistematiza las normas de Derecho Internacional Privado aplicables a casos de competencia judicial internacional, reconocimiento y eficacia de decisiones internacionales y problemas de ley aplicable ante situaciones de confrontación entre ordenamientos ante un negocio jurídico mercantil internacionalizado.

Las diversas partes del Derecho Mercantil son influenciadas por materias tales como la normativa relativa a los consumidores y usuarios en sus relaciones con los comerciantes, el Derecho informático (especialmente en la contratación en línea), toda la normativa pública regulatoria de las profesiones y sus regímenes jurídicos, la regulación de horarios comerciales, entre otras muchas.
Por otra parte, existen una serie de materias de carácter interdisciplinar con otras ramas del ordenamiento. En este sentido, el Derecho Penal se ocupa de los delitos societarios, concursales, así como las estafas mediante la utilización de instrumentos mercantiles como los títulos-valores, los delitos en materia de competencia y propiedad industrial, entre otros. Por su parte, el Derecho del Trabajo regula las asociaciones de los empresarios y la formalización entre estos y los trabajadores de contratos que nacen y funcionan en el seno de las modernas empresas. Otro ejemplo lo constituye el tratamiento de la Propiedad Intelectual tanto por parte del Derecho Mercantil como de Derecho Civil.
Importante es el caso de la regulación del sistema financiero: Este sector está particularmente sujeto a una intenso control público, principalmente en materia de supervisión financiera por organismos públicos, dado el carácter vital para la economía y la necesidad de la protección de los consumidores. Es una manifestación de la "publificación" del Derecho Mercantil con normas originarias de Derecho Administrativo.
Finalmente, y fruto de su marcado carácter global, en el ámbito de la Unión Europea son abundantes las normas de ámbito comunitario en la materia, bien sean de aplicación directa, o mediante directivas.

## Regulación por países

### España
En España presenta una gran dispersión normativa y una notoria obsolescencia y arcaísmo en muchos aspectos (especialmente en materia de contratación mercantil y de navegación comercial). Actualmente se intenta reformar esta rama del Derecho: el Derecho Concursal ya fue actualizado y optimizado en 2003 en el caso español y el Derecho societario se encuentra en proceso (la nueva Ley de Sociedades de Capital, teóricamente de "carácter transitorio", según su Exposición de Motivos, tiende a adaptarse a la realidad de las relaciones societarias, especialmente respecto a los pactos parasociales). 
Desde mediados de 2006 está en proceso de realización en España de un Código Mercantil que vendría a unificar buena parte del Derecho Mercantil español, dejando sin vigencia el Código de Comercio y agrupando bajo un mismo texto la normativa referida al empresario, las sociedades, los títulos-valores, la contratación mercantil, el derecho de la competencia y de la propiedad industrial, y el régimen de las prescripciones de las obligaciones mercantiles. Quedarían de forma notable fuera la parte la normativa concursal y la de la navegación, entre otras. Dicho proyecto de código es a la fecha de marzo de 2013, casi una realidad a falta de su aprobación y su posterior publicación y supondría una auténtica reforma de este sector en España, extremadamente disperso hasta la fecha. Es preciso recalcar que la elaboración de este código es de carácter puramente codificador, sin que se vaya a entrar a renovar el contenido jurídico de las disposiciones, con alguna excepción prevista. Su caracterización será flexible, permitiendo modificaciones en su articulado con facilidad. 
Por otro lado, es notable la influencia de la normativa europea que, por medio de directivas o por aplicación directa de reglamentos, ha ido dotando a esta parte del ordenamiento jurídico de una homogeneidad y modernidad en toda la Unión Europea, sin perjuicio de, como se ha señalado anteriormente, los trabajos armonizadores a nivel internacional.
La regulación positiva del Derecho mercantil parte de dos principios fundamentales como son, por una parte, el reconocimiento constitucional del derecho a la propiedad privada y a la libertad de empresa en el marco de una economía de mercado, y la potestad del Estado para planificar la actividad económica. A la vez, ambos principios deben ponerse en relación con las disposiciones del Derecho de la Unión Europea en materia de mercado interior y libertad de circulación.
Con arreglo al artículo 149.1.6 de la Constitución, el Estado tiene competencia exclusiva en materia de legislación mercantil. No obstante, existe legislación autonómica, en algunos casos muy amplia, en materia de Derecho de cooperativas, así como en materia de transporte y comercio interior.
Las principales disposiciones nacionales en materia de Derecho Mercantil son, por orden cronológico:
- Constitución Española de 1978.
- Código de Comercio de 1885.
- Ley de 22 de diciembre de 1949, de Transporte marítimo de mercancías en régimen de conocimiento de embarque.
- Ley 50/1980, de 8 de octubre, del Contrato de Seguro.
- Ley 19/1985, de 16 de julio, Cambiaria y del Cheque.
- Ley 11/1986, de 20 de marzo, de Patentes de Invención y Modelos de Utilidad.
- Ley 34/1988, de 11 de noviembre, General de Publicidad.
- Ley 3/1991, de 10 de enero, de Competencia Desleal.
- Ley 12/1991, de 29 de abril, de Agrupaciones de Interés Económico.
- Ley 12/1992, de 27 de mayo, sobre Contrato de Agencia.
- Real Decreto 1784/1996, de 19 de julio, por el que se aprueba el Reglamento del Registro Mercantil.
- Ley 27/1999, de 16 de julio, de Cooperativas.
- Ley 17/2001, de 7 de diciembre, de Marcas.
- Ley 20/2003, de 7 de julio, de Protección Jurídica del Diseño Industrial.
- Ley 22/2003, de 9 de julio, Concursal.
- Ley 15/2007, de 3 de julio, de Defensa de la Competencia.
- Ley 3/2009, de 3 de abril, sobre modificaciones estructurales de las sociedades mercantiles.
- Ley 15/2009, de 11 de noviembre, del contrato de transporte terrestre de mercancías.
- Real Decreto Legislativo 1/2010, de 2 de julio, por el que se aprueba el Texto Refundido de la Ley de Sociedades de Capital.

### México
En México, el Derecho mercantil se desarrolló en la época colonial, y los principales ordenamientos eran los de Cardo y Sevilla, los cuales tuvieron vigor hasta la promulgación del primer Código de Comercio del México independiente, el 27 de mayo de 1854, llamado Código de Lares. El que rige actualmente fue promulgado el 15 de septiembre de 1889 y entró en vigor el 1 de enero de 1890 por Porfirio Díaz.
Las principales normas y disposiciones en la materia vigentes en México son las siguientes:
- Código de Comercio. Publicado en el D.O.F. del 7 de octubre al 13 de diciembre de 1889. Última reforma 24/12/2020.
- Ley de Sociedades de Inversión. Publicada en el D.O.F el 4 de junio de 2001. Última reforma 28/06/2007.
- Ley de Sociedades de Responsabilidad Limitada de Interés Público. Publicada en del D.O.F. el 31 de agosto de 1934.
- Ley de Uniones de Crédito. Publicada en el D.O.F. el 20 de agosto de 2008.
- Ley Federal de Correduría Pública. Publicada en el D.O.F. el 29 de diciembre de 1992. Última reforma 08/06/2011 (en actualización).
- Ley Federal de Instituciones de Fianzas. Publicada en el D.O.F. el 29 de diciembre de 1950. Última reforma 28/06/2007.
- Ley Federal para el Fomento de la Microindustria y la Actividad Artesanal. Publicada en el D.O.F. el 26 de enero de 1988. Última reforma 22/07/1991.
- Ley General de Instituciones y Sociedades Mutualistas de Seguros. Publicada en el D.O.F. el 31 de agosto de 1935. Última reforma 20/06/2008.
- Ley General de Organizaciones y Actividades Auxiliares del Crédito. Publicada en el D.O.F. el 14 de enero de 1985. Última reforma 20/08/2008.
- Ley General de Sociedades Cooperativas. Publicada en el D.O.F. el 3 de agosto de 1944. Última reforma 13/08/2009.
- Ley General de Sociedades Mercantiles. Publicada en el D.O.F. el 4 de agosto de 1934. Última reforma 02/06/2009.
- Ley General de Títulos y Operaciones de Crédito. Publicada en el D.O.F. el 27 de agosto de 1932. Última reforma 20/08/2008.
- Ley para Regular las Sociedades de Información Crediticia. Publicada en el D.O.F. el 15 de enero de 2002. Última reforma 25/05/2010.
- Ley para Regular las Actividades de las Sociedades Cooperativas de Ahorro y Préstamo. Publicada en el D.O.F. el 13 de agosto de 2009. Fe de erratas D.O.F. 21/08/2009.
- Ley para Regular las Agrupaciones Financieras. Publicada en el D.O.F. el 18 de julio de 1990. Última reforma 18/07/2006.
- Lineamientos de Operación del Registro Público de Comercio. Publicados en el D.O.F. el 13 de junio de 2011.
- Reglamento del Registro Público de Comercio. Publicado en el D.O.F. el 24 de octubre de 2003. Última reforma 23/09/2010.
- Acuerdo por el que se establecen las formas para llevar a cabo las inscripciones y anotaciones en el registro Público de Comercio y en el Registro Único de Garantías Mobiliarias. Publicado en el D.O.F. el 12 de octubre de 2010.
- Aclaración al Acuerdo por el que se establecen las formas para llevar a cabo las inscripciones y anotaciones en el registro Público de Comercio y en el Registro Único de Garantías Mobiliarias. Publicado en el D.O.F. el 19 de octubre de 2010.
- DECRETO por el que se reforman, adicionan y derogan diversas disposiciones de la Ley de Inversión Extranjera, de la Ley General de Sociedades Mercantiles, de la Ley Orgánica de la Administración Pública Federal, de la Ley Federal de Derechos, de la Ley Federal de Procedimiento Administrativo y de la Ley Federal para el Fomento de la Microindustria y la Actividad Artesanal. Publicado en el D.O.F. el 15 de diciembre de 2011.

### Colombia
Las relaciones mercantiles inicialmente eran reguladas por el Código Civil Colombiano Ley 57 de 1887. Posteriormente  ante la necesidad de fijar normas más complejas con miras al crecimiento industrial se promulgó mediante el Decreto 410 de 1971 el Código de Comercio, cuyas normas son de carácter  impositivo  y dispositivo por lo tanto son normas de orden público que se entienden como de carácter obligatorio respecto de su cumplimiento.
El Código de Comercio reúne las disposiciones generales  respecto de las relaciones mercantiles, reconoce la costumbre  mercantil como fuente de derecho, las cuales son actualmente certificadas por diferentes cámaras de comercio,  además dichas entidades tienen la función de realizar las matrículas en el registro mercantil para acreditar la condición de comerciante previo cumplimiento de los requisitos establecidos para tal fin.
Se reconoce como comerciantes a las  personas que profesionalmente ejerzan alguna de las actividades u oficios que la ley considera mercantiles, ya sea que la actividad sea ejecutada por la misma persona o por un tercero o apoderado.Debe matricularse y renovar anualmente antes del 31 de marzo, inscribir y llevar sus libro donde queda registro de sus actividades con los soportes correspondientes, llevar contabilidad, conservar correspondencia, declarar ante autoridad competente cesación de pagos y obligaciones, abstenerse de ejecutar actos de competencia desleal (art. 19 capítulo II)
Cobijan a las personas que ocasionalmente realicen un acto comercial, sin embargo, estos por su carácter ocasional no son considerados comerciantes pero dichos actos son regulados por el código de comercio.
Algunas de las normas mercantiles vigentes en Colombia Son
1. Decreto 410 de 1971 - Código de Comercio
2. Ley 1258 de 2008 - Crea las Sociedades por Acciones Simplificadas.
3. Ley 1480 de 2011 - Protección al Consumidor
4. Ley 1581 de 2012 - Protección de Datos personales

### Chile
El Derecho Comercial chileno hunde sus raíces en las regulaciones establecidas por el Derecho Indiano, especialmente las normas contenidas en las Leyes de Indias (libro 9°).
Con el advenimiento de la Independencia, si bien se mantuvieron algunas de estas normas, la influencia ilustrada y liberal propició la idea de codificar las normas existentes en un solo cuerpo normativo. Así, y tras la promulgación del Código Civil en 1855, se encargó a una comisión, presidida por el jurista argentino Gabriel Ocampo, la redacción de un Código de Comercio, el cual quedó aprobado y promulgado en 1865.
En el siglo XX, afín a las nuevas corrientes políticas y nuevos modos de producción y comercialización, la legislación chilena dictó una serie de leyes que, o modificaron el Código de Comercio, o establecieron nuevos tipos de sociedades y actos mercantiles, tales como:
1. ley 3.918, sobre sociedades de responsabilidad limitada
2. ley 4.558, primera Ley de Quiebras
3. ley 7.498, sobre cuentas bancarias y cheques (refundida en el DFL 707 de 1982)
4. DS 502, Ley de Cooperativas
5. DL 1097, Ley General de Bancos
6. ley 18.010, de operaciones de crédito en dinero
7. ley 18.092, sobre letras de cambio y pagarés
8. ley 18.175, segunda Ley de Quiebras
9. ley 18.680, sobre Derecho Marítimo (nuevo Libro III del Código de Comercio)
10. ley 19.281, sobre leasing
11. ley 19.857, sobre empresas individuales de responsabilidad limitada
12. ley 19.971, sobre arbitraje comercial internacional
13. ley 20.190, sobre sociedades por acciones
14. ley 20416, Estatuto Pyme
15. ley 20.720, sobre reorganización y liquidación (deroga Ley de Quiebras)